# Hebborn

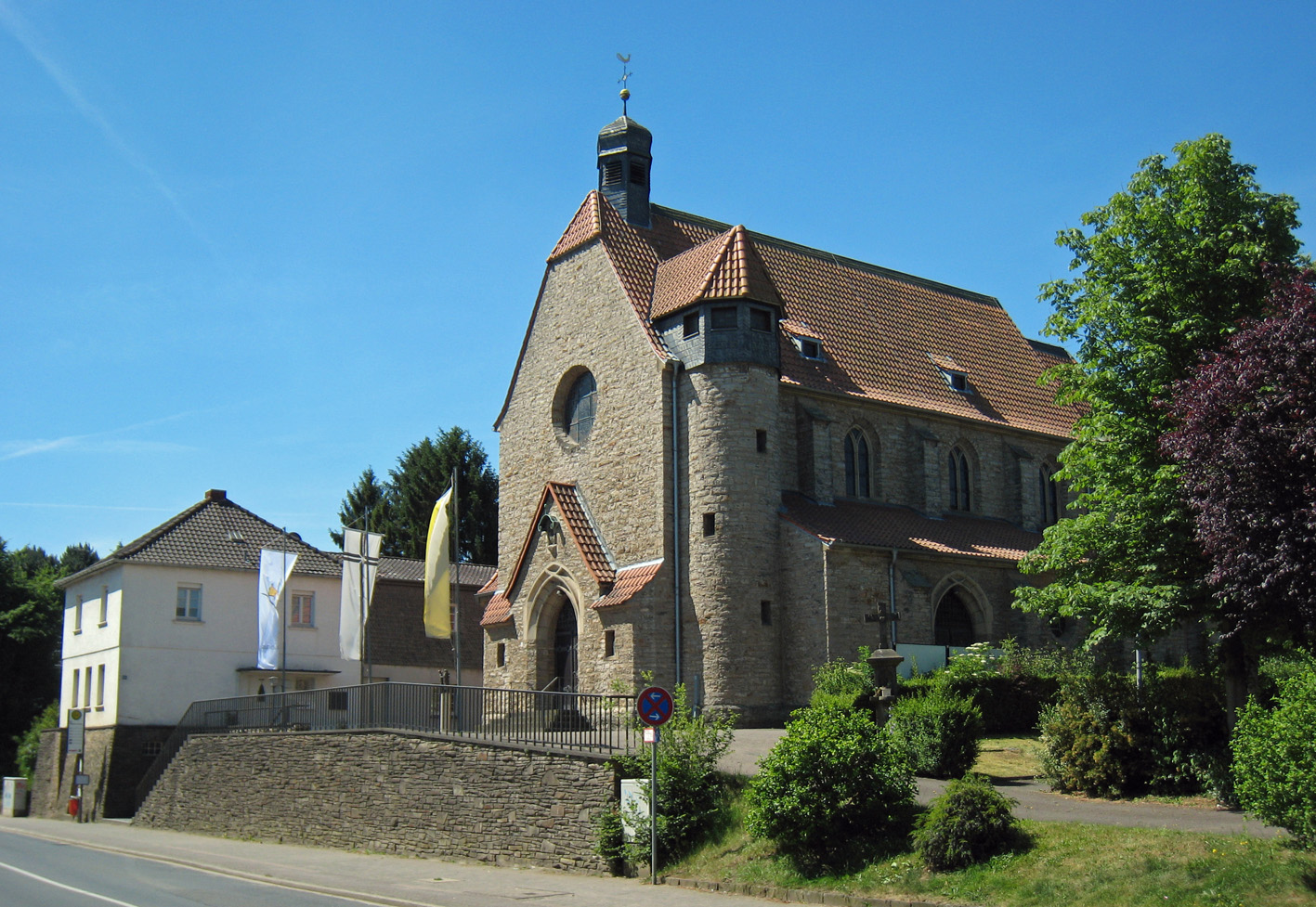
Katholische Kirche Heilige Drei Könige an der Odenthaler Straße

Hebborn ist ein Stadtteil von Bergisch Gladbach und gehört unter der Nr. 22 zum Statistik-Bezirk 2 der Stadt.

## Geschichte
Der alte Siedlungsname Hebborner Hof wurde mit dem Aufkommen der Straßennamen gegen Ende des 19. Jahrhunderts als solcher für den Ortsteil Hebborn beibehalten. Der Hebborner Hof war eine hochmittelalterliche Siedlungsgründung der Grafen von Berg und fand 1280 erstmals als „Hadeburne“ Erwähnung. Im Paffrather Roten Meßbuch von 1454 erscheint der Fronhof unter dem Namen „hatborn“. Ebenso wie der Fronhof zu Paffrath besaß der herzogliche Hof zu Hebborn ein Hofgericht, das für Oberpaffrath bzw. die Honschaft Kombüchen zuständig war. Noch um 1800 war der Weiler an der Wipperfürther Straße, gegliedert in Unter- und Oberhebborn, mit 20 Häusern einer der größten Siedlungsplätze im Gladbacher Gebiet, sogar größer als Gladbach selbst.

## Bergbau und Kalkindustrie
Bis in die Mitte des 20. Jahrhunderts wurde im Schladetal in einem Steinbruch Kalkbrennerei betrieben. In der Grube Prinz Wilhelm wurde bis 1925 Eisenerz gefördert.

## Denkmäler

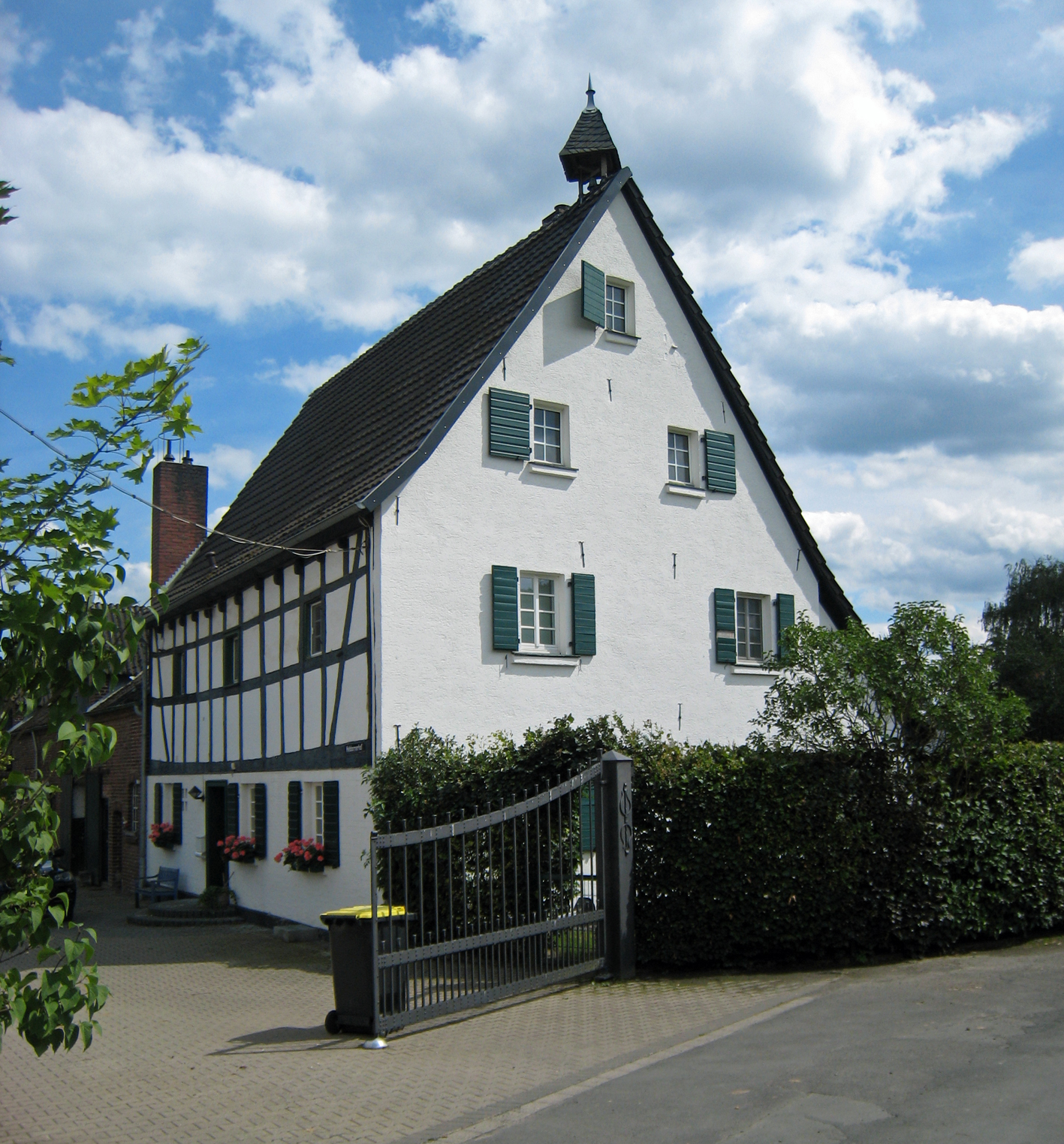
Der Hebborner Hof 2015

### Baudenkmäler
In Hebborn gibt es nach der Liste der Baudenkmäler in Bergisch Gladbach mehrere Baudenkmäler. Hervorzuheben sind die katholische Kirche „Hl. Drei Könige“ und der Hebborner Hof.

### Bodendenkmal
Das Bodendenkmal Schlade Grubenfeld wurde unter Nr. 7 in die Liste der Bodendenkmäler in Bergisch Gladbach eingetragen.

## Hebborn heute

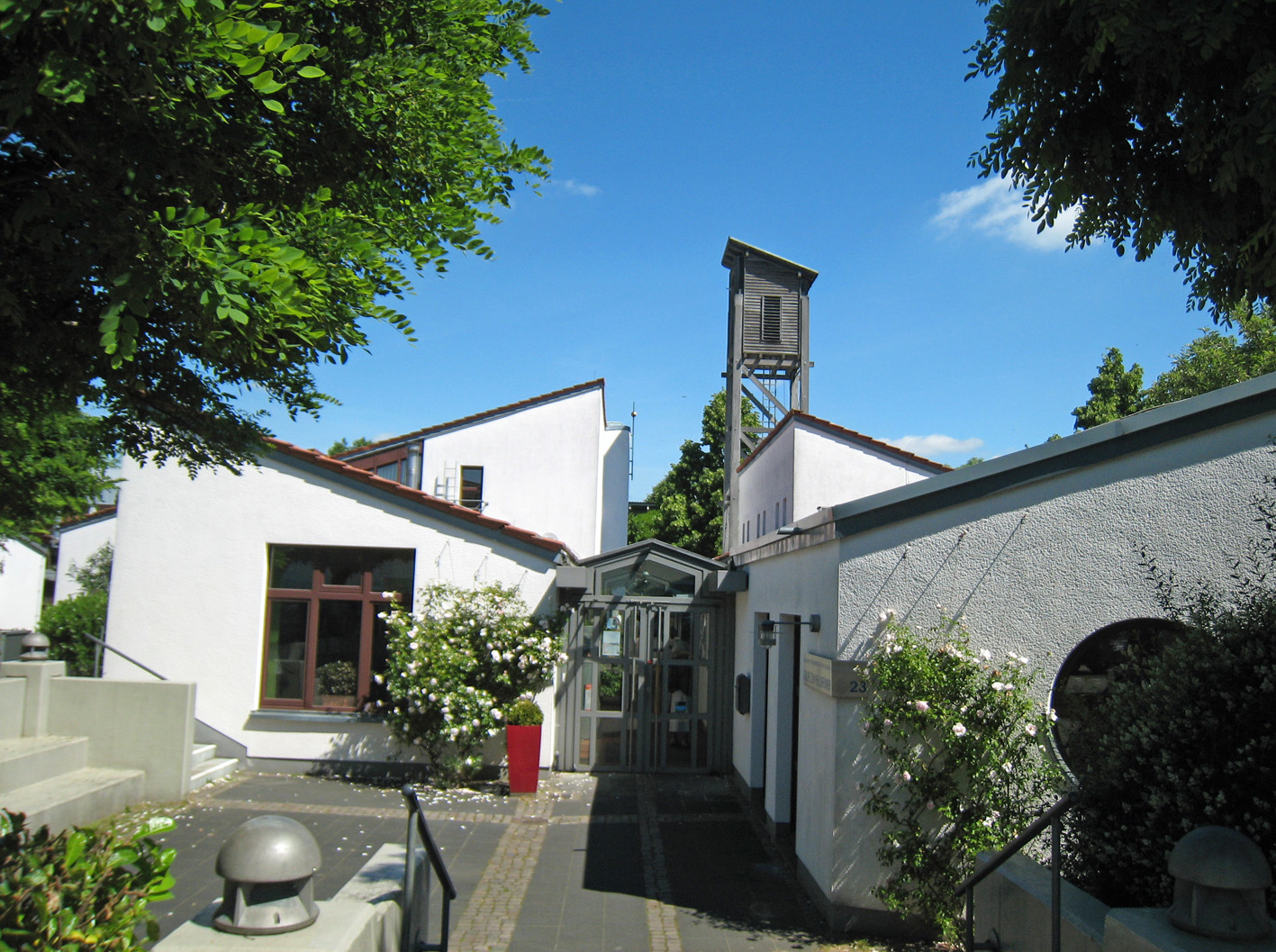
Evangelische Kirche Zum Heilsbrunnen Im Kleefeld

Ebenso prägt der ungewöhnliche Glockenturm der evangelischen Pfarrkirche Zum Heilsbrunnen das Ortsbild.
Für das Ortsbild prägend ist die neugotische Pfarrkirche Hl. Drei Könige. Sie wurde am 2. Juni 1912 als Gotteshaus geweiht. Der fertige Bau entspricht aber nicht den ursprünglichen Plänen. Dadurch fehlen der geplante große Glockenturm mit Kirchturmspitze, ein Querschiff und ein Chorraum, die man weggelassen hatte. Die Pfarre Hebborn gehört zusammen mit den Pfarrgemeinden St. Laurentius Bergisch Gladbach und St. Marien im Stadtteil Gronau zum Pfarrverband im Seelsorgebereich A des Dekanates Bergisch Gladbach.
Hebborn verfügt über vier Schulen: die Gemeinschaftsgrundschule An der Strunde, die Gemeinschaftsgrundschule Hebborn, das Schulzentrum Im Kleefeld, in dem sowohl eine Haupt- und eine Realschule untergebracht sind, und das Nicolaus-Cusanus-Gymnasium.
Am nördlichen Ortsausgang Richtung Odenthal haben die Tennisspieler des THC Rot-Weiß Bergisch Gladbach mit insgesamt 14 Sand- und 7 Hallenplätzen ihr Domizil.

## Bevölkerung
Nach der EDV-Einwohnerdatei verfügte Hebborn am 30. Juni 2017 über insgesamt 5.976 Einwohner (darunter 494 Ausländer). Die Altersgruppe über 65 Jahre war mit 1.369 Einwohnern (darunter 64 Ausländer) stärker als die Altersgruppe unter 18 Jahre mit nur 975 (darunter 53 Ausländer).